# El pájaro loco (serie web de 2018)
Woody Woodpecker es una serie web animada estadounidense basada en la serie de películas animadas y el personaje de dibujos animados del mismo nombre creado por Walter Lantz. Se estrenó en YouTube el 3 de diciembre de 2018.
En 2020 el Pájaro Loco y Wally Walrus aparecieron en una serie de anuncios de servicio público. El 21 de octubre se lanzó un avance de una segunda temporada en el canal oficial de YouTube de Woody Woodpecker. La segunda temporada se lanzó el 28 de octubre el mismo año. La tercera temporada se lanzó el 9 de noviembre de 2022.
El décimo episodio de la tercera temporada de 2022, titulado Pista Espacial (en el original "Space Track"), por alguna razón no fue publicado en el canal oficial de Woody Woodpecker en Youtube. Sin embargo, está disponible en la página oficial de Facebook.
El 21 de marzo de 2023, se anunció que se lanzarán nuevos cortos en Kabillion.

## Producción
El 22 de noviembre de 2018, Deadline Hollywood informó que Universal 1440 Entertainment estaba produciendo una nueva serie de cortos animados del pájaro loco exclusivamente para los canales oficiales de YouTube de Woody Woodpecker en portugués brasileño, español e inglés. La primera temporada fue dirigida por Alex Zamm, quien también dirigió la película de 2017.

## Reparto de voz
- Eric Bauza - pájaro carpintero, fantasma, pájaro, yeti.
- Tara Strong - Winnie Woodpecker, Splinter, Wendy Walrus, Veronica Buzzard.
- Kevin Michael Richardson - Buzz Buzzard
- Tom Kenny - Wally Walrus , Glorbnorb III, Todd, Locutor de Big Bulk Mart, Conejito de Pascua, Madre de Wally, Camarógrafo, Basil Beaver, Jefe de Wally.
- Nika Futterman - Knothead.
- Brad Norman - Chilly Willy (Temporada 1).
- Dee Bradley Baker - Chilly Willy (temporada 2), Abejas.
- Scott Weil - Andy Panda, director.
- Jeff Bennett como Ari Cari.
- Fred Stoller - Pavo real.
- Bernardo De Paula - Luiz, locutor deportivo.

## Episodios

### Resumen de la serie
| Estación | Estación | Episodios | Originalmente emitido   | Originalmente emitido   | Originalmente emitido |
| Estación | Estación | Episodios | Emitido por primera vez | Emitido por última vez  | Red                   |
| -------- | -------- | --------- | ----------------------- | ----------------------- | --------------------- |
|          | 1        | 10        | 3 de diciembre de 2018  | 3 de diciembre de 2018  | YouTube               |
|          | 2        | 10        | 28 de octubre de 2020   | 25 de noviembre de 2020 | YouTube               |
|          | 3        | 10        | 6 de noviembre de 2022  | 12 de diciembre de 2022 | Youtube, Facebook     |